# Inschriftensteine der St Clydau’s Church

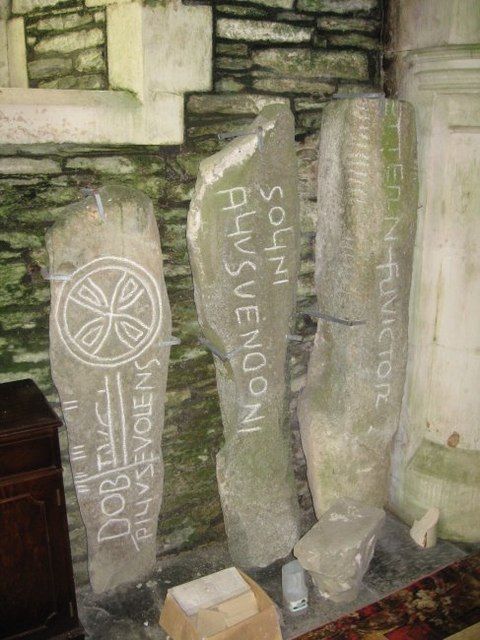
Die Inschriftensteine in der St Clydau’s Church

Die drei frühchristlichen Inschriftensteine der St Clydau’s  Church in Clydey bei Newcastle Emlyn in Pembrokeshire in Wales stammen aus dem 5. bis 7. Jahrhundert. Sie werden entsprechend ihrer Inschriften als Dobitucus-, Eturnus- und Solinus-Stein bezeichnet.
Der mittig stehende Solinus-Stein trug eine Ogham-Inschrift, die aber nicht erhalten blieb. Die lateinische Inschrift: „SOLINI FILIUS VENDONI“ (Solinius Sohn des Vendonus) erinnert an Solinus, der 431 n. Chr. auf eine erfolglose Missionsreise ging. Er kehrte nach Wales zurück und starb 432 n. Chr. 

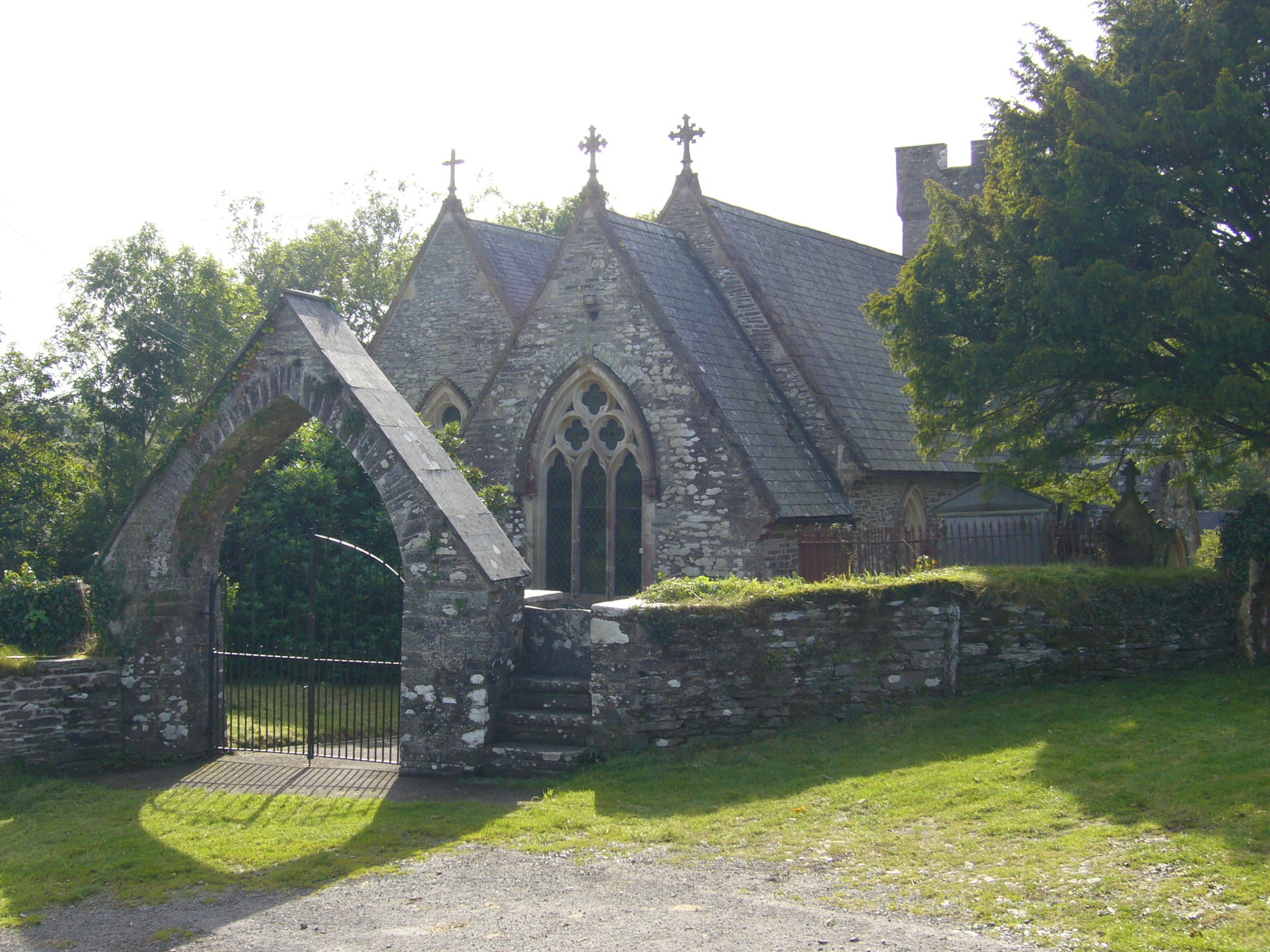
St Clydaus Church

Der rechts stehende Eternus-Stein wurde einmal als Pfeiler für eine Sonnenuhr benutzt. Die Inschrift: „ETERNI FILI VICTOR“ (Eternus, der Sohn des Victor), erinnert an jemanden, der wahrscheinlich im frühen 7. Jahrhundert starb. Der Stein ist aus geflecktem Dolerit vom Aufschluss Carn Menyn (auch Carn Meini) in den Preseli Hills, der auch für den Bluestone-Kreis in Stonehenge verwendet wurde. 
Der links aufgestellte Dobitucus-Stein war einmal als Schwelle in einem nahe gelegenen Kornspeicher verbaut. Es ist eine Säule, die ein Kreuz trägt. Die Inschrift des Steins, der ins 5. oder frühe 6. Jahrhundert datiert werden kann, lautet: „DOBITUCI FILIUS EVOLENG“ (Dobitucus, Sohn des Evolengus). 
Die walisischen Oghamsteine weisen, wie die meisten in Cornwall und Devon, eine lateinische Inschrift auf der Vorderseite und eine in Ogham am Rande des Steins auf. Der Eturnus-Stein und der Dobitucus-Stein haben genauso wie der Maglocunus-Stein und der Vitalianus-Stein (beide ebenfalls in der St. Clydau’s Church) zusätzlich Ogham-Inschriften.